# Michael Gottlieb Schuller
Michael Gottlieb Schuller (4. listopadu 1802 Cloașterf – 16. února 1882 Cloașterf) byl rakouský evangelický duchovní, pedagog a politik německé národnosti ze Sedmihradska, v 2. polovině 19. století poslanec Říšské rady.

## Biografie
Byl synem faráře a gymnaziálního učitele. Vystudoval gymnázium v Sighișoara, pak studoval v letech 1821–1823 na reformované koleji v Kluži a v letech 1823–1826 na protestantském teologickém učitelském ústavu ve Vídni. V období let 1826–1840 působil jako učitel na gymnáziu v Sighișoara. V letech 1840–1842 byl rektorem školy. Za jeho působení v rektorské funkci byla v Sighișoara zřízena měšťanská škola. Potom krátce v letech 1842–1845 působil jako evangelický farář v Daia a následně od roku 1845 až do roku 1882 zastával funkci městského faráře v Sighișoara. Zároveň zde vykonával funkci školského inspektora. Roku 1856 se zasadil o znovuzřízení reálného gymnázia. V 50. letech se profiloval jako zástupce evangelické církve, kterou zastupoval ve vrchní konzistoři a za níž vedl rozhovory na ministerstvu vyučování. Podílel se na rozhovorech o církevní autonomii. V letech 1857–1866 byl děkanem kapituly v Kisderu. V období let 1865–1870 zastával úřad vikáře evangelické církve v Sedmihradsku. V roce 1867 kandidoval na post superintendenta, porazil ho ale Georg Daniel Teutsch.
Po obnovení ústavní vlády se zapojil i do politiky. Od roku 1863 do roku 1864 byl poslancem nově ustaveného Sedmihradského zemského sněmu. Zemský sněm ho roku 1863 delegoval i do Říšské rady (tehdy ještě volené nepřímo) za Sedmihradsko. 20. října 1863 složil slib.